# Heinrich Robert Lindner
Heinrich Robert Lindner (* 25. Mai 1851 in Chemnitz; † 22. April 1933 in Dresden) war ein sächsischer Eisenbahningenieur.

## Leben
Nach einer Schlosserlehre bei Sächsischen Maschinenfabrik vormals Richard Hartmann besuchte er die Sächsische Gewerbeakademie in Chemnitz. Anschließend studierte er am Polytechnikum Dresden. Nach Abschluss seiner Ausbildung wechselte er zu den Königlich Sächsischen Staatseisenbahnen. Zuerst leitete er die Lokomotivwerkstätten in Chemnitz und Dresden. 1895 wurde er Maschineninspektor, 1898 Leiter der Hauptwerkstatt Dresden-Friedrichstadt und war ab 1908 Vorstand des maschinentechnischen Büros bei der Generaldirektion der sächsischen Eisenbahnen. Bis zu seinem Ruhestand 1919 leitete er die maschinentechnische Abteilung.

## Entwicklungen
Lindner entwickelte verschiedene Anfahrvorrichtungen für Verbunddampflokomotiven. Er erhielt dafür auf der Weltausstellung Paris 1900 eine Goldmedaille. Weiterhin beschäftigte er sich mit der Weiterentwicklung der Dampflokomotiv-Steuerung. Zur Verbesserung der Kurvenläufigkeit entwickelte er gemeinsam mit Ewald Richard Klien die Klien-Lindner-Hohlachse sowie die dazugehörigen Fahrgestelle. Damit wurde ein geringerer Rollwiderstand und eine geringere Abnutzung von Schiene und Rad erreicht.